# Microcharon phlegethonis
Microcharon phlegethonis is een pissebed uit de familie Lepidocharontidae. De wetenschappelijke naam van de soort is voor het eerst geldig gepubliceerd in 1967 door Cvetkov.